# IE University
Die IE University ist eine spanische Privatuniversität in Trägerschaft des gewinnorientierten Unternehmens Instituto de Empresa S.L. mit Standorten in Segovia (Kastilien und León) und Madrid.
Die Universität wurde 2006 gegründet und hat Bachelor-Studiengänge ergänzend zur dazugehörigen IE Business School, in der ausschließlich postgraduale Studiengänge und verschiedene Weiterbildungs- und MBA-Programme angeboten werden. Die Unterrichtssprachen sind Englisch und Spanisch.

## Gründung
Das erste Gebäude befand sich in dem ehemaligen Kloster Santa Maria la Real gegründet, nachdem die Gesellschaft des Instituto de Empresa die dortige Universidad S.E.K. übernommen hatte, die 1997 gegründet worden war. Dabei einigte man sich 2004 auf eine neue Geschäftsordnung. 2006 gingen Teile der Institution an die Gesellschaft des Instituto de Empresa über. 2008 wurde schließlich der Name von S.E.K. Universidad zu IE Universidad (auf Spanisch) und IE University (als kommerzieller Name) geändert, wobei die Abkürzung IE für Instituto de Empresa steht. Die IE University nahm ihren Betrieb in 2009 auf. Die erste Studiengruppe graduierte 2013.

## Leitung
Seit ihrer Gründung standen bisher drei Rektoren an der Spitze der IE University:
- Santiago Iñiguez (2008–2009)
- Juan Luis Martínez (2009–2010)
- Salvador Carmona (2011-heute)

## Studienangebot
Es werden Bachelor-Studiengänge angeboten:
- Bachelor of Business Administration (BBA), Englisch und Spanisch
- Bachelor in International Relations, Englisch
- Bachelor of Laws (LL.B.), Englisch und Spanisch
- Dual Degree Bachelor in Business Administration und LL.B. Bachelor of Laws, Englisch und Spanisch
- Dual Degree Bachelor in Business Administration und Bachelor in International Relations, Englisch
- Dual Degree LL.B. Bachelor of Laws und Bachelor in International Relations, Englisch
- Dual Degree LL.B. Bachelor of Laws und Bachelor in Civil and English Law (in Kooperation mit University of Law in England), Englisch
- Bachelor in Communication, Englisch
- Bachelor in Architecture, Englisch
- Bachelor in Psychology, Englisch
- Bachelor in Politics, Law and Economics, Englisch

Zusätzlich bietet die IE University auch eine Summer School und das Junior Advisory Board für Schüler und ein Sommer-Studienprogramm zusammen mit der Brown University für Studenten an.

## Rankings und Akkreditierungen
Die IE University zählt zu den führenden Universitäten in Spanien und Europa. Vor allem die dazugehörige IE Business School nimmt in zahlreichen nationalen und internationalen Rankings Spitzenpositionen ein.
Im Ranking der „Education Times“ (The Times of India) und „Youth Incorporated“ erreichte die IE University den fünften Platz in Spanien sowie Platz 25 weltweit. Im Global Employability Survey 2018 der New York Times erreichte die IE University Platz 1 in Spanien und Platz 7 in Europa und Platz 24 weltweit.
Das BBA-Programm, das das größte ist, wurde durch die renommierten Akkreditierungsgesellschaften AACSB und EQUIS akkreditiert.
Die Bildungseinrichtung unterhält aktuell eine Partnerschaft mit dem CFA Institute und ist Teil der Association of Professional Schools of International Affairs (APSIA).